# A Época (jornal)
A Época: jornal de industria, ciências, literatura e belas-artes foi fundado em Lisboa por João de Andrade Corvo e Luís Augusto Rebelo da Silva em 26 de junho de 1848. Trata-se de um jornal multitemático e ilustrado com o propósito de popularizar a instrução, o qual se pode enquadrar na categoria de periódico literário romântico do século XIX. Além dos dois vultos fundadores, colaboram neste jornal: Almeida Garrett, Bulhão Pato, Mendes Leal, António Serpa, Augusto Emílio Zaluar, Luís Augusto Palmeirim, José Maria Grande, Lopes Branco e António da Silva Túlio, o Barão de Alfenim, entre outros.
Depois deste, foi fundado em 1919, por José Fernando de Sousa, jornal análogo, de cariz conservador e monárquico, mas que nada tinha a ver com o predecessor.